# Rhododendron vanhoeffeni
Rhododendron vanhoeffeni är en ljungväxtart som beskrevs av Johannes Abromeit. Rhododendron vanhoeffeni ingår i släktet rododendron, och familjen ljungväxter. Inga underarter finns listade i Catalogue of Life.